# 源兼宣
源 兼宣（みなもと の かねのぶ）は、平安時代中期の官人。文徳源氏、参議・源惟正の子。官位は正六位上・式部丞。

## 経歴
一条朝中期に六位蔵人を務め、掃部助・右衛門尉・式部丞を兼ねた。
長保元年（999年）9月に伊勢例幣が延引された際、宣旨を一枚伝達する。また、同年11月には安倍晴明が勘申した防解火災御祭の日時を上奏するなど、蔵人として一条天皇の傍に仕えていた様子が窺える。長保3年（1001年）4月27日に出家。最終官位は正六位上蔵人式部丞と、若くして出家したため卑官に終わった。
藤原行成と親しく、度々『権記』に名が記されている。

## 官歴
- 長保元年（999年） 9月6日：見六位蔵人[3]。9月8日：見掃部助[4]
- 長保2年（1000年） 3月29日：見右衛門尉[4]
- 長保3年（1001年） 正月29日：見式部丞。4月26日：出家（蔵人式部丞）[5]

## 系譜
- 父：源惟正
- 母：藤原守文の娘
- 妻：藤原伊伝の娘
  - 男子：源章経（?-?） - 河内守。藤原公則の養父